# Destroy All Humans!
Destroy All Humans! (англ. Знищити людство!) — американська франшиза відеоігор жанру пригодницький бойовик у відкритому світі, що були створені як пародія на фільми часів Холодної війни про вторгнення іншопланетян на Землю. Destroy All Humans! і Destroy All Humans! 2 доступні для PlayStation 2 та Xbox, Destroy All Humans! Big Willy Unleashed доступна для Wii, а Destroy All Humans! Path of the Furon — для Xbox 360 і PlayStation 3 (в Австралії та Європі). Destroy All Humans! і Destroy All Humans! 2 були портовані на PlayStation 4 17 жовтня 2016 року та 28 листопада 2016 року з емуляцією Full HD. 23 квітня 2018 року Destroy All Humans! була додана до програми зворотної сумісності Xbox. Римейк оригінальної гри був розроблений компанією Black Forest Games і вийшов у 2020 році.
Двох головних героїв ігрової серії озвучують Джон Ґрант Альбрехт і Річард Стівен Горвіц, за винятком гри Destroy All Humans! Big Willy Unleashed, в якій персонажів зображують актори Шон Доннеллан і Дерріл Курило. Музичний супровід виконує композитор Ґеррі Шайман.

## Сетинг
Дія ігор відбувається переважно на Землі, де фуронський криптоспоридій, також знаний як Крипто, отримує завдання від свого керівництва зібрати фуронську ДНК, заблоковану у стовбурах людського мозку, щоб врятувати свою расу від клонування і вимирання. У грі Destroy All Humans! до завдань Крипто також входить розслідування того, що сталося з його попереднім клоном. У Destroy All Humans! 2 Крипто полює за помстою, після того, як КДБ намагається його вбити та успішно знищує материнський корабель і його офіцера місії, Ортопокса-13 (Віспи), а також винищує ворога фуронів з часів Марсіанської війни, Бліска. Destroy All Humans! Big Willy Unleashed — Крипто захищає нову мережу швидкого харчування Віспи за допомогою гігантського робота-меха, замаскованого під талісман ресторану, який називається «Великий Віллі». Destroy All Humans! Path of the Furon розповідає про те, як Крипто шукає просвітлення, яке допоможе йому зупинити змову, що загрожує імперії фуронів. Дія Destroy All Humans! відбувається в 1959 році; Destroy All Humans!  відбувається в 1969 році; Destroy All Humans! Big Willy Unleashed відбувається в 1975 році; Destroy All Humans! Path of the Furon відбувається в 1979 році.

## Ігри
| 2005 | Destroy All Humans!                     |
| 2006 | Destroy All Humans! 2                   |
| 2007 |                                         |
| 2008 | Destroy All Humans! Big Willy Unleashed |
| 2008 | Destroy All Humans! Path of the Furon   |
| 2009 |                                         |
| 2010 |                                         |
| 2011 |                                         |
| 2012 |                                         |
| 2013 |                                         |
| 2014 |                                         |
| 2015 |                                         |
| 2016 |                                         |
| 2017 |                                         |
| 2018 |                                         |
| 2019 |                                         |
| 2020 | Destroy All Humans! (2020)              |
| 2021 |                                         |
| 2022 | Destroy All Humans! Clone Carnage       |
| 2022 | Destroy All Humans! 2: Reprobed         |

| Гра                                     | Середня оцінка Metacritic              |
| --------------------------------------- | -------------------------------------- |
| Destroy All Humans! (2005)              | (PS2) 74/100 (Xbox) 76/100             |
| Destroy All Humans! 2                   | (PS2) 74/100 (Xbox) 74/100             |
| Destroy All Humans! Big Willy Unleashed | (Wii) 53/100                           |
| Destroy All Humans! Path of the Furon   | (X360) 34/100                          |
| Destroy All Humans! (2020)              | (PC) 72/100 (PS4) 70/100 (XONE) 69/100 |
| Destroy All Humans! 2: Reprobed         | (PC) 72/100 (PS5) 68/100 (XSXS) 72/100 |

### Destroy All Humans!(2005)
У 1959 році Криптоспоридій-137 вперше прибув на Землю, щоб дослідити планету і розшукати свого попереднього клона, Криптоспоридія-136, який зник у 1947 році після того, як Ортопокс-13 відправив його на Землю з аналогічною місією. Віспа відправляє Крипто на місію зі збору стовбурів людського мозку (які містять невелику кількість чистої фуронської ДНК через зіткнення фуронських воїнів з людьми в давнину), щоб запобігти вимиранню його виду. Щоб виконати свою місію, він повинен перемогти Majestic, тіньову урядову організацію, очолювану фігурою в чорному одязі, на ім'я Силует. Зробивши це, Крипто захоплює владу в Сполучених Штатах, видаючи себе за президента.

### Destroy All Humans! 2(2006)
Десять років минуло відтоді, як Крипто переміг Majestic і замінив уряд США. Ортопокс-13 загинув після того, як радянська ядерна ракета знищила материнський корабель фуронів. Віспа завантажив свою свідомість в особистий голографічний проєктор, призначений для зв'язку між фуронами на материнських кораблях і поверхнями планет. Пристрій Віспи, названий ГолоПоксом, дозволяє йому спілкуватися з Крипто на Землі, давати поради та дратувати його. Крипто-137 помер з невідомих причин, але з'являється у фільмі Destroy All Humans! Big Willy Unleashed, а його місце на посаді президента обійняв Крипто-138, клон з чистою фуронською ДНК, зібраною з людського мозку. Крипто-138 — перший фурон за тисячоліття, який володіє геніталіями, оскільки його чиста ДНК не була зіпсована радіацією. Коли КДБ знищує материнський корабель і Віспа, Крипто повинен знайти спосіб не дати їм знищити те, над чим він так важко працював, щоб досягти цього. На цьому шляху йому допомагає Наталія Іванова, агентка КДБ, до якої він постійно залицяється. Він також стикається з Бліском, страшним ворогом, якого фурони вважали переможеним у Марсіанській війні.

### Destroy All Humans! Big Willy Unleashed(2008)
Крипто і Віспа відкривають ресторан швидкого харчування, в якому подають людське м'ясо з усіх людей, яких Крипто вбив, щоб зібрати більше ДНК фуронів. Пізніше полковник Клакін (пародія на полковника Сандерса), дізнається про їх секрет, після чого Крипто мусить захистити ресторан за допомогою талісмана «Великого Віллі».

### Destroy All Humans! Path of the Furon(2008)
Використовуючи гроші, зароблені на франшизі фаст-фуду, яку Ортопокс запустив у грі Destroy All Humans! Big Willy Unleashed, Віспа і його руйнівний поплічник-войовник Крипто відкрили «сімейне» казино, яке вони використовують для отримання стабільного фінансового доходу і людської ДНК. Крипто втратив мотивацію через смерть Наталії (яка була клоном з чотирирічним терміном життя) і забув, що означає знищувати людей. Він п'є занадто багато алкоголю, дивиться занадто багато телевізора і, зрештою, став ледацюгою. Пізніше на Крипто нападають таємничі кіборги, нексоспорідійські воїни, які прибувають з його власної планети, що лякає як Крипто, так і його командира Віспи. Незабаром Крипто опиняється віч-на-віч зі змовою з власної рідної планети, яка, якщо її не зупинити, може знищити всю його расу. Посеред усього цього хаосу Крипто чує голос у своїй голові, який велить йому вирушити до міста Шен Лон. Пізніше, перебуваючи в Саннівуді, Крипто отримує кулю в шию, втрачає свідомість, а потім прокидається в монастирі кунг-фу, де його зустрічає експерт фуронських бойових мистецтв, знаний як Майстер. Майстер благає його підкоритися його опіці, тренувати розум і вогневу міць, щоб допомогти йому перемогти ці нові загрози. Тепер Крипто збирається пройти шлях до просвітлення, сформувати свою власну долю і розкрити, хто стоїть за цією страшною змовою.

### Destroy All Humans!(2020)
Власник інтелектуальної власності франшизи, компанія THQ, збанкрутувала 19 грудня 2012 року. 2013 року компанія Nordic Games, нині знана як THQ Nordic, придбала права на гру Destroy All Humans! серед інших об'єктів інтелектуальної власності за 4,9 мільйона доларів США.
У 2019 році компанія THQ Nordic анонсувала римейк Destroy All Humans! у дебютному трейлері, показаному на виставці E3. Римейк розроблений студією Black Forest Games і вийшов 28 липня 2020 року для Microsoft Windows, PlayStation 4, Xbox One, 8 грудня 2020 року для Google Stadia та 29 червня 2021 року для Nintendo Switch.

#### Destroy All Humans! Clone Carnage(2022)
Окремий багатокористувацький спіноф вийшов для Microsoft Windows на Steam, PlayStation 4 та Xbox One 31 травня 2022 року.
2 листопада 2022 року версії гри для Xbox та Steam стали безкоштовними.

### Destroy All Humans! 2: Reprobed(2022)
У 2021 році THQ Nordic анонсувала римейк другої гри серії, показавши трейлер, розробкою якого займається Black Forest Games. Реліз відбувся 30 серпня 2022 року для Microsoft Windows, PlayStation 5 та Xbox Series X/S.